# Hinnites multirugosus
Hinnites multirugosus är en musselart som först beskrevs av Shirley Gale 1928.  Hinnites multirugosus ingår i släktet Hinnites och familjen kammusslor. Inga underarter finns listade i Catalogue of Life.